# Вербы (Житомирская область)
Вербы (укр. Верби) — село на Украине, находится в Емильчинском районе Житомирской области.
Код КОАТУУ — 1821780802. Население по переписи 2001 года составляет 44 человека. Почтовый индекс — 11257. Телефонный код — 4149. Занимает площадь 0,523 км².
На болотном массиве непосредственно восточнее села берёт начало река
Рожаница.

## Адрес местного совета
11252, Житомирская область, Емильчинский р-н, с.Берёзовка, ул.Центральная, 7